# 段鏷
段鏷（16世紀—17世紀），字礪如，號永思，南直隸鎮江府金壇縣人，明朝政治人物。

## 生平
段鏷的父親段弘璧在古田知縣任內被毒殺，他就徒步走到福建哭訴申冤，上司將兇手正法後才回家；萬曆四十年（1612年）他中舉人，次年（1613年）聯捷進士，獲授嘉興推官，任內多次平反冤獄。
之後他轉任戶部郎中，外任永州知府有善政，陞為廣東巡海道副使，天啟七年（1627年）以母親逝世辭官歸鄉。他個性敦厚，祖產都讓給兄長，崇禎十三年入祀鄉賢祠。

## 家族
曾祖段藻，舉人。祖父段默，庠生。父親段弘璧，舉人，官古田知縣。